# Bras-d'Asse
Bras-d'Asse est une commune française située dans le département des Alpes-de-Haute-Provence, en région Provence-Alpes-Côte d'Azur.
Le nom de ses habitants est Bras-d'Assiens.

## Géographie
Le village est situé à 475 m d’altitude, sur les rives de l’Asse.
Les communes limitrophes de Bras-d’Asse sont Saint-Jeannet, Estoublon, Saint-Julien-d'Asse, Estoublon, Saint-Jurs et Puimoisson.

### Lieux-dits et hameaux
La commune comporte trois hameaux, en plus du village chef-lieu : les Orésonnis, la Bégude Blanche et les Courtiers.

### Hydrographie
Bras-d'Asse est traversée par l'Asse, ainsi que par son affluent, le vallon des cardaires .

### Climat
Pour des articles plus généraux, voir Climat de Provence-Alpes-Côte d'Azur et Climat des Alpes-de-Haute-Provence.
En 2010, le climat de la commune est de type climat méditerranéen altéré, selon une étude du Centre national de la recherche scientifique s'appuyant sur une série de données couvrant la période 1971-2000. En 2020, Météo-France publie une typologie des climats de la France métropolitaine dans laquelle la commune est exposée à un climat de montagne ou de marges de montagne et est dans la région climatique Alpes du sud, caractérisée par une pluviométrie annuelle de 850 à 1 000 mm, minimale en été.
Pour la période 1971-2000, la température annuelle moyenne est de 12,1 °C, avec une amplitude thermique annuelle de 17,1 °C. Le cumul annuel moyen de précipitations est de 800 mm, avec 6,3 jours de précipitations en janvier et 4 jours en juillet. Pour la période 1991-2020, la température moyenne annuelle observée sur la station météorologique de Météo-France la plus proche, « St Jurs », sur la commune de Saint-Jurs à 7 km à vol d'oiseau, est de 12,6 °C et le cumul annuel moyen de précipitations est de 828,9 mm. 
La température maximale relevée sur cette station est de 38 °C, atteinte le 28 juin 2019 ; la température minimale est de −16,5 °C, atteinte le 13 février 2010,,.
Les paramètres climatiques de la commune ont été estimés pour le milieu du siècle (2041-2070) selon différents scénarios d'émission de gaz à effet de serre à partir des nouvelles projections climatiques de référence DRIAS-2020. Ils sont consultables sur un site dédié publié par Météo-France en novembre 2022.

### Environnement
La commune compte 1 330 ha de bois et forêts, soit 51 % de sa superficie.

### Risques naturels et technologiques
Aucune des 200 communes du département n'est en zone de risque sismique nul. Le canton de Mézel auquel appartient Bras-d’Asse est en zone 1b (risque faible) selon la classification déterministe de 1991, basée sur les séismes historiques, et en zone 3 (risque modéré) selon la classification probabiliste EC8 de 2011. La commune de Bras-d’Asse est également exposée à trois autres risques naturels :
- feu de forêt ;
- inondation (dans la vallée de l’Asse) ;
- mouvement de terrain : la commune est presque entièrement concernée par un aléa moyen à fort[13].

La commune de Bras-d’Asse est également exposée à un risque d’origine technologique, celui de transport de matières dangereuses par route. La route départementale RD907 (ancienne route nationale 207) peut être empruntée par les transports routiers de marchandises dangereuses.
Aucun plan de prévention des risques naturels prévisibles (PPR) n’existe pour la commune et le Dicrim n’existe pas non plus.
La commune a été l’objet de plusieurs arrêtés de catastrophe naturelle pour des inondations et des coulées de boue en 1994 et 1996. Le tremblement de terre ressenti de la manière la plus sensible dans la commune est celui du 30 novembre 1951, avec une intensité macro-sismique de IV sur l’échelle MSK et Chasteuil pour épicentre.

### Voies de communication et transports

#### Voies routières
La commune se situe le long de la route départementale RD907 (ancienne route nationale 207), entre Manosque et Châteauredon.

#### Services autocars

##### Lignes départementales
Le village est aussi relié par une ligne départementale :
| Ligne | Tracé                                |
| ----- | ------------------------------------ |
| D2    | Riez ↔ Bras-d'Asse ↔ Digne-les-Bains |

#### Transports en commun
La commune de Bras-d'Asse est desservie par la ligne de bus qui relie Riez à Digne-les-Bains. Une connexion est faite à Digne-les-Bains avec la gare routière.

## Urbanisme

### Typologie
Au 1er janvier 2024, Bras-d'Asse est catégorisée commune rurale à habitat dispersé, selon la nouvelle grille communale de densité à 7 niveaux définie par l'Insee en 2022.
Elle est située hors unité urbaine. Par ailleurs la commune fait partie de l'aire d'attraction de Digne-les-Bains, dont elle est une commune de la couronne,. Cette aire, qui regroupe 34 communes, est catégorisée dans les aires de moins de 50 000 habitants,.

### Occupation des sols
L'occupation des sols de la commune, telle qu'elle ressort de la base de données européenne d’occupation biophysique des sols Corine Land Cover (CLC), est marquée par l'importance des forêts et milieux semi-naturels (62,6 % en 2018), une proportion sensiblement équivalente à celle de 1990 (62,8 %). La répartition détaillée en 2018 est la suivante : 
forêts (39,7 %), terres arables (25,7 %), milieux à végétation arbustive et/ou herbacée (19,7 %), zones agricoles hétérogènes (10,7 %), espaces ouverts, sans ou avec peu de végétation (3,1 %), zones urbanisées (1 %).
L'évolution de l’occupation des sols de la commune et de ses infrastructures peut être observée sur les différentes représentations cartographiques du territoire : la carte de Cassini (XVIIIe siècle), la carte d'état-major (1820-1866) et les cartes ou photos aériennes de l'IGN pour la période actuelle (1950 à aujourd'hui).

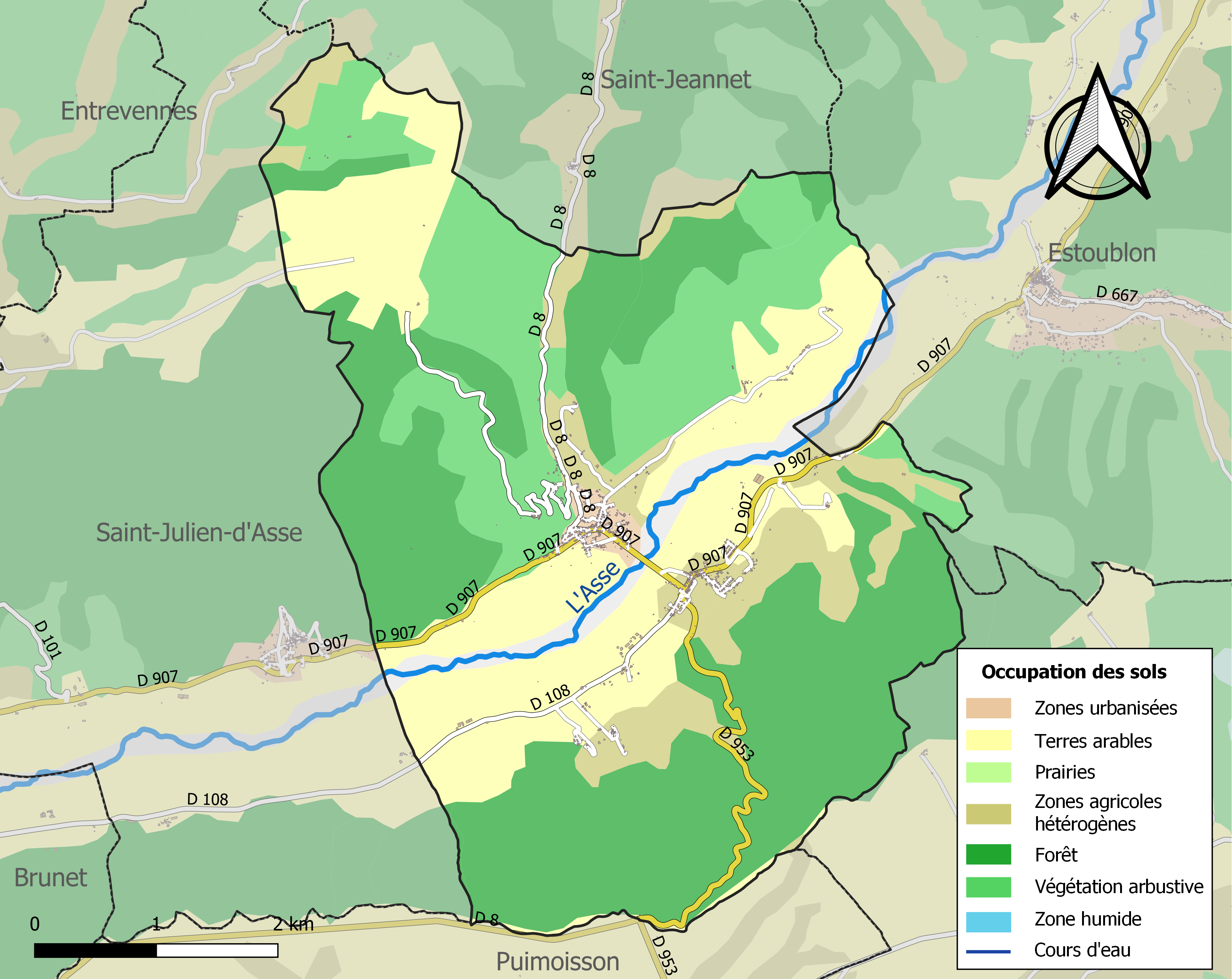
Carte de l'occupation des sols de la commune en 2018 (CLC).

## Toponymie
La localité apparaît pour la première fois dans les textes en 739 (selon Rostaing) ou 789 (selon Ernest Nègre et l’Atlas historique de la Provence), sous la forme Braccio ou Bractio, devenu Braz au XIIe siècle. Selon le premier, ce nom est formé sur une racine *BRAC, pouvant avoir le sens de « sol humide, boueux », mais désignant plutôt une hauteur si l’on tient compte du fait que le Vieux-Bras est construit sur une montagne. Ce toponyme serait peut-être antérieur aux gaulois *bracu ( plus exactement *brakus, brakōs) qui a d’abord désigné un « fond de vallée humide » puis un « marais ».
Le nom du hameau de La Bégude désigne l’endroit où l’on abreuve les chevaux avant la montée d’une côte importante (dans ce cas, celle qui mène au sommet du plateau de Valensole), ou tout simplement, l’endroit où l’on s’arrête boire.

## Histoire
Un habitat gallo-romain, avec quelques mosaïques, a été découvert au lieu-dit la Vache-d’Or (rive gauche de l’Asse).

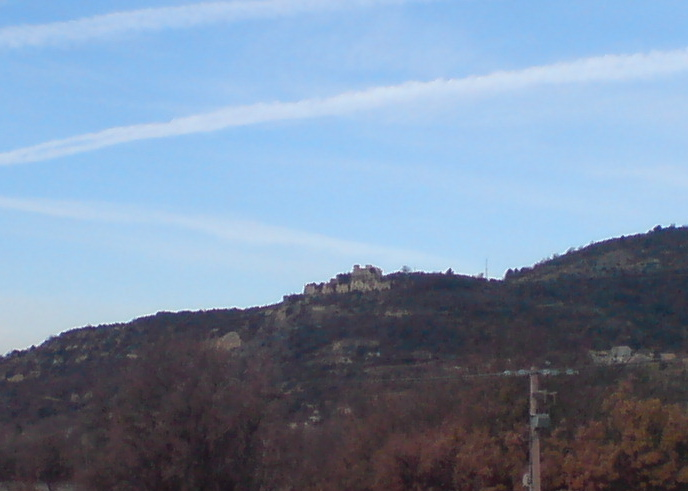
Le Vieux-Bras en hauteur.

La localité apparaît pour la première fois dans les chartes au VIIIe siècle (voir section Toponymie). Il en fait donation à l’abbaye de Novalaise. La seigneurie, qui devient une baronnie au XIIIe siècle, dépendait des évêques de Senez. Le village était alors situé en hauteur (site actuel de Vieux-Bras) et sa communauté relevait de la viguerie de Digne. Le 19 décembre 1309, Pierre Miracle et son frère Bérenger possédérent des parts de seigneurie à Saint-Jeannet et à Bras-d'Asse (Baillie de Digne) pour lesquels ils prêtèrent hommage au comte de Provence. En 1309, Guillaume de Roumoules est signalé comme seigneur de Roumoules, de Beaujeu, de Bédejun, de Bras-d'Asse, d'Entrages, de Majastres, de Vergons et d'Estoublon. Cette même année Rostaing de Roumoules (autres Roumoules) fut signalé comme seigneur d'Entrages, de Bédéjun et de Bras d'Asse et procureur de son père Guigues[réf. non conforme].
Au XVIe siècle, le baron se convertit au protestantisme. Le duc de Lesdiguières prend la place et abat ses murailles.
Durant la Révolution, la commune compte une société patriotique, créée après la fin de 1792.
C’est au milieu du XIXe siècle que le village commence d’abandonner son site perché pour s’installer dans la vallée de l’Asse.
En 1840, le hameau de la Bégude (face à Bras-d’Asse, rive gauche de l’Asse) est érigé en paroisse ; ce hameau a d’ailleurs une certaine autonomie par rapport à la commune : il possède ainsi son propre monument aux morts de la guerre de 1914-1918.
Comme de nombreuses communes du département, Bras-d’Asse se dote d’écoles bien avant les lois Jules Ferry : en 1863, elle en possède deux, installées au chef-lieu et au hameau de La Bégude, qui dispensent une instruction primaire aux garçons. Aucune instruction n’est donnée aux filles : ni la loi Falloux (1851), qui impose l’ouverture d’une école de filles aux communes de plus de 800 habitants, ni la première loi Duruy (1867), qui abaisse ce seuil à 500 habitants, ne concernent Bras-d’Asse. La commune profite des subventions de la deuxième loi Duruy (1877) pour construire une école neuve, et ce n’est qu’avec les lois Ferry que les filles d’Allons sont régulièrement scolarisées.
Le déperchement du village s’achève en 1913 par la mort de la dernière habitante du vieux village : Euphrasine Bec[réf. nécessaire] : la vallée est désormais un axe de communications, avec le pont sur l’Asse, achevé en 1881, et la route nationale 207.
En juillet 1940, un centre d’internement pour indésirables étrangers ouvre à Bras-d’Asse, rive gauche de l’Asse, au hameau de la Bégude. Le 31 juillet 1940 un camp pour étrangers « en surnombre dans l’économie nationale », et obligés d’y travailler, ouvre pour 455 internés. Il ferme le 22 octobre 1940, ses prisonniers sont transférés aux camps voisins du Chaffaut et d’Oraison.
La libération de Bras-d’Asse est marquée par le passage, à la Bégude-Blanche, d’une colonne de la 36e division d’infanterie (US), le matin du 19 août 1944, venant de Riez et se dirigeant sur Digne.
Jusqu’au milieu du XXe siècle, la vigne était cultivée à Bras-d’Asse. Plusieurs dizaines d’hectares produisaient un vin destiné à l’autoconsommation et à la vente sur les marchés locaux. Cette culture est aujourd’hui abandonnée.

## Héraldique
| Blason de Bras-d'Asse | Blason  | De gueules à un bras dextre armé d'argent mouvant du flanc senestre et tenant une épée du même posée en barre. |
| Blason de Bras-d'Asse | Détails | Armes parlantes. Rébus : bras + acier (pour argent). Le statut officiel du blason reste à déterminer.          |

## Politique et administration

### Municipalité
| Période                                  | Période                        | Identité         | Étiquette          | Qualité                                           |
| ---------------------------------------- | ------------------------------ | ---------------- | ------------------ | ------------------------------------------------- |
| Les données manquantes sont à compléter. |                                |                  |                    |                                                   |
| 1944                                     |                                | Sylvain Poitevin | Front national PCF | Président du comité local de libération           |
| mai 1945                                 |                                | Louis Pons       |                    |                                                   |
|                                          | mars 1971                      | Louis Laurens    | PCF                | Conseiller général du Canton de Mézel (1959-1976) |
| mars 1971                                | mars 2001                      | Francis Arnaud   | PCF                | Conseiller général du Canton de Mézel (1976-1998) |
| mars 2001                                | juillet 2016                   | Jean Arnaud,     | PCF puis DVG       | Agriculteur                                       |
| 8 juillet 2016                           | En cours (au 11 novembre 2016) | Gilles Paul      |                    |                                                   |

### Intercommunalité
Bras-d'Asse a fait partie, de 2005 à 2012, de la communauté de communes de l'Asse et de ses Affluents, puis de 2013 à 2016 de la communauté de communes Asse Bléone Verdon. Cette dernière a fusionné avec d'autres communautés de communes pour constituer la communauté d'agglomération Provence-Alpes Agglomération, existant depuis le 1er janvier 2017.

### Fiscalité
| Taxe                                                | Part communale | Part intercommunale | Part départementale | Part régionale |
| --------------------------------------------------- | -------------- | ------------------- | ------------------- | -------------- |
| Taxe d'habitation (TH)                              | 4,28 %         | 1,78 %              | 5,53 %              | 0,00 %         |
| Taxe foncière sur les propriétés bâties (TFPB)      | 9,46 %         | 4,5 %               | 14,49 %             | 2,36 %         |
| Taxe foncière sur les propriétés non bâties (TFPNB) | 28,19 %        | 31,69 %             | 47,16 %             | 8,85 %         |
| Taxe professionnelle (TP)                           | 9,78 %         | 3,83 %              | 10,80 %             | 3,84 %         |

### Enseignement
La commune est dotée d’une école primaire.

## Démographie
L'évolution du nombre d'habitants est connue à travers les recensements de la population effectués dans la commune depuis 1765. Pour les communes de moins de 10 000 habitants, une enquête de recensement portant sur toute la population est réalisée tous les cinq ans, les populations de référence des années intermédiaires étant quant à elles estimées par interpolation ou extrapolation. Pour la commune, le premier recensement exhaustif entrant dans le cadre du nouveau dispositif a été réalisé en 2008.

En 2022, la commune comptait 559 habitants, en évolution de −2,61 % par rapport à 2016 (Alpes-de-Haute-Provence : +2,84 %, France hors Mayotte : +2,11 %).
| 1765 | 1793 | 1800 | 1806 | 1821 | 1831 | 1836 | 1841 | 1846 |
| ---- | ---- | ---- | ---- | ---- | ---- | ---- | ---- | ---- |
| 428  | 437  | 458  | 458  | 421  | 436  | 459  | 482  | 491  |

| 1851 | 1856 | 1861 | 1866 | 1872 | 1876 | 1881 | 1886 | 1891 |
| ---- | ---- | ---- | ---- | ---- | ---- | ---- | ---- | ---- |
| 493  | 465  | 438  | 425  | 444  | 467  | 460  | 462  | 425  |

| 1896 | 1901 | 1906 | 1911 | 1921 | 1926 | 1931 | 1936 | 1946 |
| ---- | ---- | ---- | ---- | ---- | ---- | ---- | ---- | ---- |
| 428  | 444  | 463  | 458  | 382  | 388  | 384  | 376  | 332  |

| 1954 | 1962 | 1968 | 1975 | 1982 | 1990 | 1999 | 2006 | 2008 |
| ---- | ---- | ---- | ---- | ---- | ---- | ---- | ---- | ---- |
| 316  | 324  | 352  | 331  | 318  | 378  | 395  | 475  | 498  |

| 2013 | 2018 | 2022 | - | - | - | - | - | - |
| ---- | ---- | ---- | - | - | - | - | - | - |
| 574  | 562  | 559  | - | - | - | - | - | - |

| 1315    | 1471    |
| ------- | ------- |
| 76 feux | 48 feux |

L’histoire démographique de Bras-d’Asse, après la saignée des XIVe et XVe siècles et le long mouvement de croissance jusqu’au début du XIXe siècle, est marquée par une période d’« étale » où la population reste relativement stable à un niveau élevé. Cette période dure pratiquement tout le siècle, de 1800 à 1886. L’exode rural provoque ensuite un mouvement de baisse de la population de longue durée. À Bras-d’Asse, ce mouvement est plus tardif que dans le reste du département, et la commune ne perd jamais plus de la moitié de sa population du maximum historique de 1851. Le mouvement de recul se poursuit jusqu’aux années 1980, avant un mouvement de reprise vigoureux des 1982 à nos jours, la commune dépassant même son niveau de 1851.

## Économie

### Aperçu général
En 2009, la population active s’élevait à 203 personnes, dont 17 chômeurs (35 fin 2011). Ces travailleurs sont majoritairement salariés (74 %) et travaillent majoritairement hors de la commune (66 %). Si l’agriculture représente encore une part appréciable des établissements actifs de la commune (22 sur 76 en 2010), les services et l’administration en totalisent 41
.

### Agriculture
Fin 2010, le secteur primaire (agriculture, sylviculture, pêche) comptait 22 établissements actifs au sens de l’Insee et sept emplois salariés
.
Le nombre d’exploitations, selon l’enquête Agreste du ministère de l’Agriculture, est en forte baisse dans les années 2000, passant de 32 à 24, essentiellement des exploitations pratiquant les grandes cultures (13 en 2010, soit plus de la moitié). Les établissements exploitant des cultures permanentes représentent une part importante des exploitations (plus d'une sur cinq). De 1988 à 2000, la surface agricole utile (SAU) a fortement augmenté, de 747 ha à 1 171 ha, alors que le nombre d’exploitations était quasi stable (de 33 à 32). La SAU a légèrement diminué lors de la dernière décennie, mais reste à un niveau élevé, à 1 077 ha, essentiellement consacrée aux grandes cultures (932 ha), les cultures permanentes n’occupant que 7 ha.
La culture de l’olivier est pratiquée dans la commune depuis des siècles, tout en étant limitée à des surfaces restreintes. Le terroir de la commune se situe en effet à la limite altitudinale de l’arbre, qui ne peut que difficilement être exploité au-delà des 650 mètres. L’oliveraie de Bras-d’Asse occupait moins de 10 hectares au début du XIXe siècle, et progressa à 65 hectares en 1913. Elle compte actuellement plus d’un millier de pieds exploités.

### Industrie
Fin 2010, le secteur secondaire (industrie et construction) comptait treize établissements, employant dix-huit salariés.

### Activités de service
Fin 2010, le secteur tertiaire (commerces, services) comptait 33 établissements (avec seize emplois salariés), auxquels s’ajoutent les huit établissements du secteur administratif (salariant quatorze personnes).
Le café de La Toupinelle, qui porte le label bistrot de pays, adhère à une charte qui a but de « contribuer à la conservation et à l’animation du tissu économique et social en milieu rural par le maintien d’un lieu de vie du village ».
D'après l’Observatoire départemental du tourisme, la fonction touristique est importante pour la commune, avec entre un et cinq touristes accueillis par habitant, l’essentiel de la capacité d'hébergement étant non-marchande. Plusieurs structures d’hébergement à finalité touristique existent dans la commune :
- un hôtel déjà existant en 2007[74], classé tourisme[75] et qui dispose de quatre chambres[76] ;
- des logements meublés[77].

Ce sont néanmoins les résidences secondaires qui pèsent le plus lourd dans la capacité d’accueil, avec 125 logements, soit un sur trois, qui dans la commune sont des résidences secondaires,.

## Culture locale et patrimoine

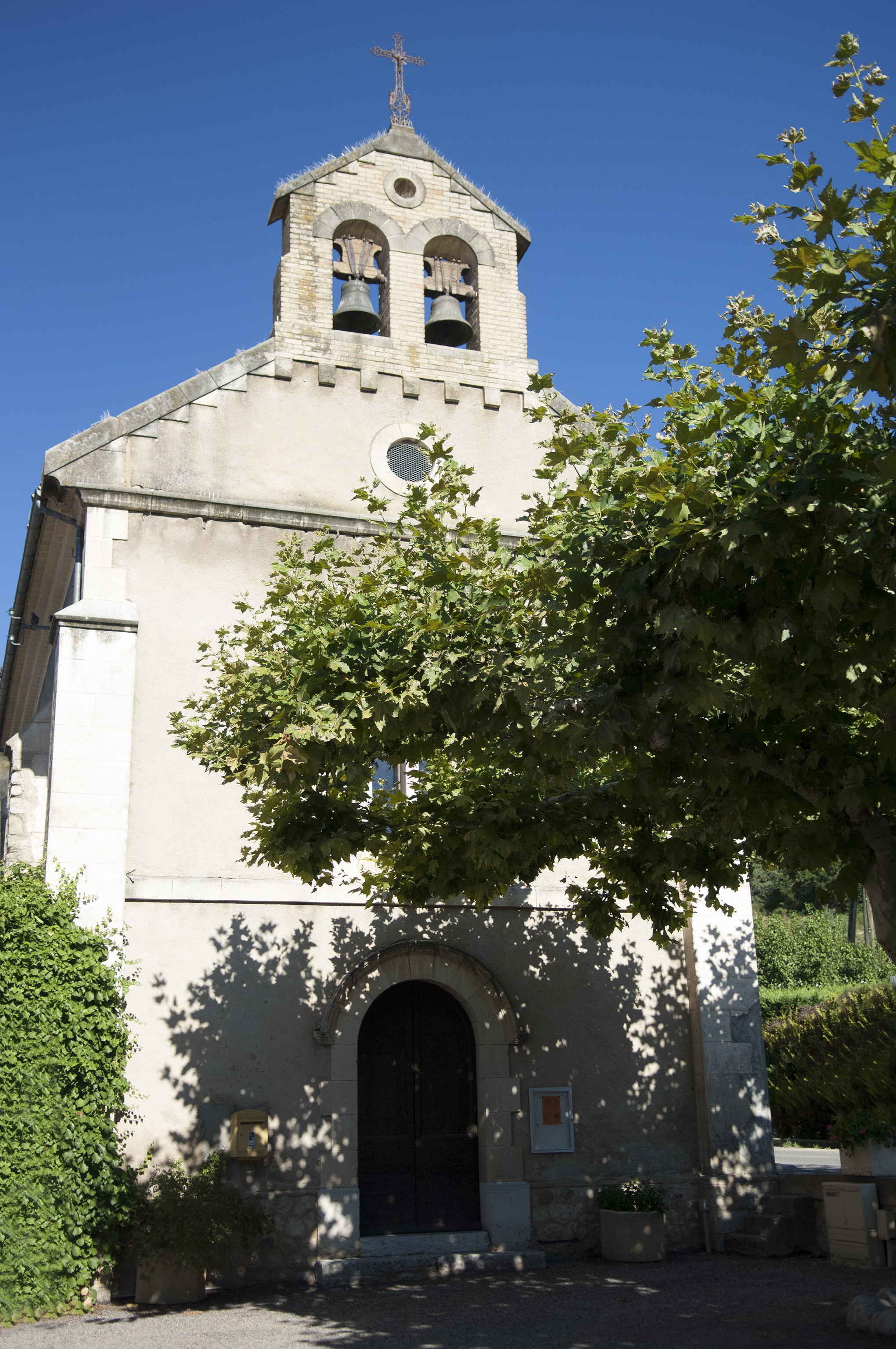
Église de Bras-d'Asse.

### Lieux et monuments
Un pont de Bras-d’Asse est particulièrement intéressant, celui sur l'Asse, entre la Bégude et Bras-d’Asse. Lorsqu’il est commencé (en 1869), il est prévu qu’il soit emprunté par la route impériale 207, qui conduit d’Avignon à Nice. La guerre de 1870 interrompt les travaux, qui ne reprennent qu’en 1877 (après un procès), et sont achevés en 1881. Il mesure 123 m de long supporté par 5 arches elliptiques de portées inégales (environ 20 m chacune). Le tablier, de 6 m de large, est une parabole tangente à l’extrados des arcs, ce qui procure un certain effet esthétique. Les avant et arrière-becs sont semi-cylindriques. Il n’a jamais subi de modification, et est actuellement emprunté par la RD 907.
Le pont d'Henrious était lui aussi signalé comme exceptionnel, mais il a été démoli en 2014. Il était signalé dans un état médiocre depuis plus d'une décennie, le béton ayant servi à la construction était de mauvaise qualité, peu compact, et l’acier insuffisamment enrobé. Ce pont livrait passage à la route nationale 207 qui, après avoir franchi l’Asse, continue sur sa rive gauche vers Mézel, en franchissant un cassis fréquemment engravé, d’où des enquêtes en 1912 et 1914, qui ne débouchent pas sur une construction, le coût étant trop élevé. En 1920, le choix du béton, économique, et la technique du bow-string (le pont est suspendu à deux poutres cintrées en béton armé), qui donnent l’avantage d’un meilleur dégagement du cours d’eau, rendent le chantier envisageable. La construction a lieu de 1926 à 1927. Le pont fait 25 m de long pour 6 m de large. Le tablier prenait appui sur des galets et rotules pour absorber les déformations dues à la chaleur. La chaussée était pavée à l’origine.
Aujourd'hui le pont d'Henrious a donc été remplacé par un pont moderne, là où se trouve le gué immémorial du « grand chemin ».

Pont d’Henrious avant sa destruction.
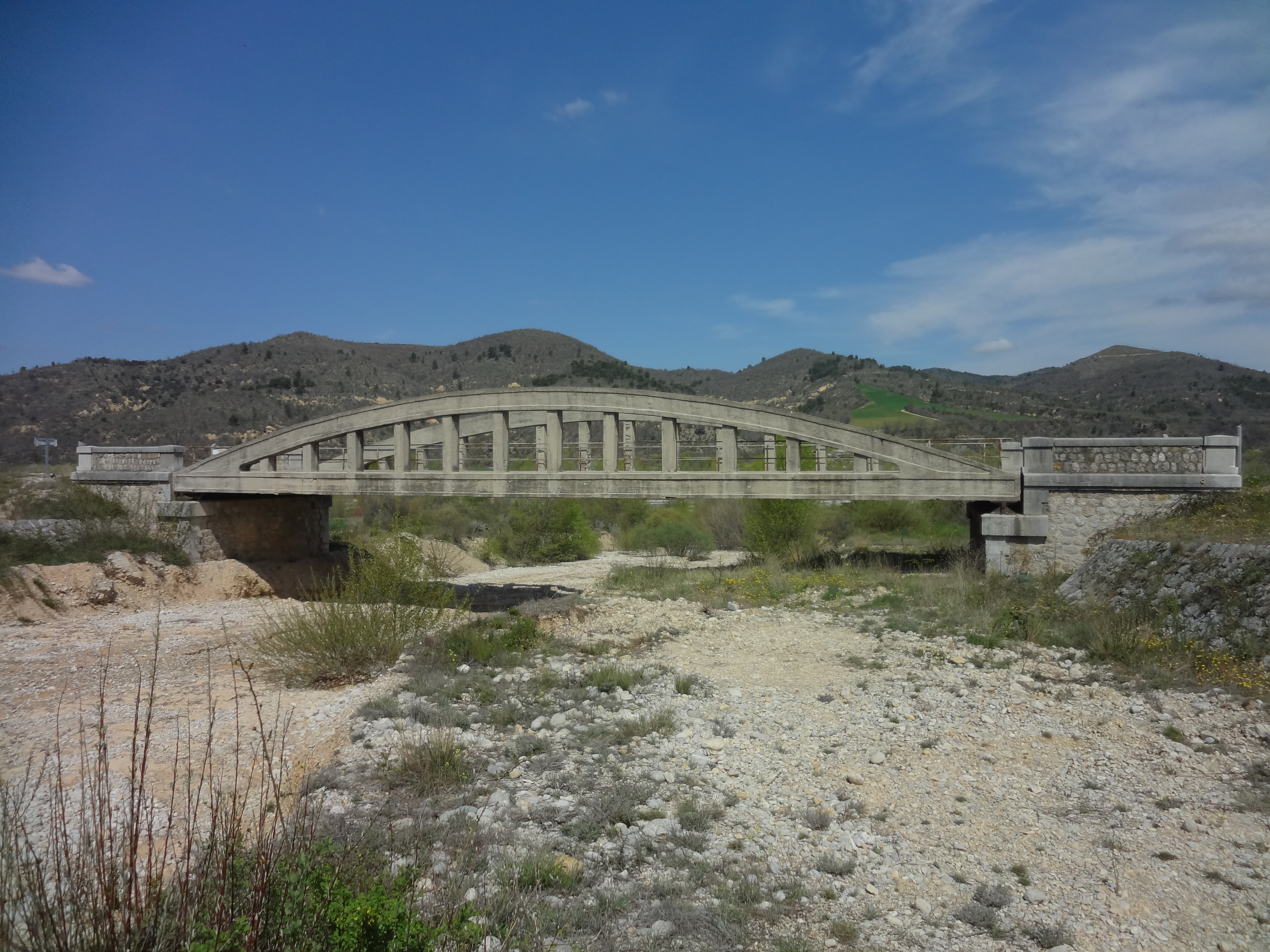
Pont d’Henrious et le cassis qui était fréquemment engravé.
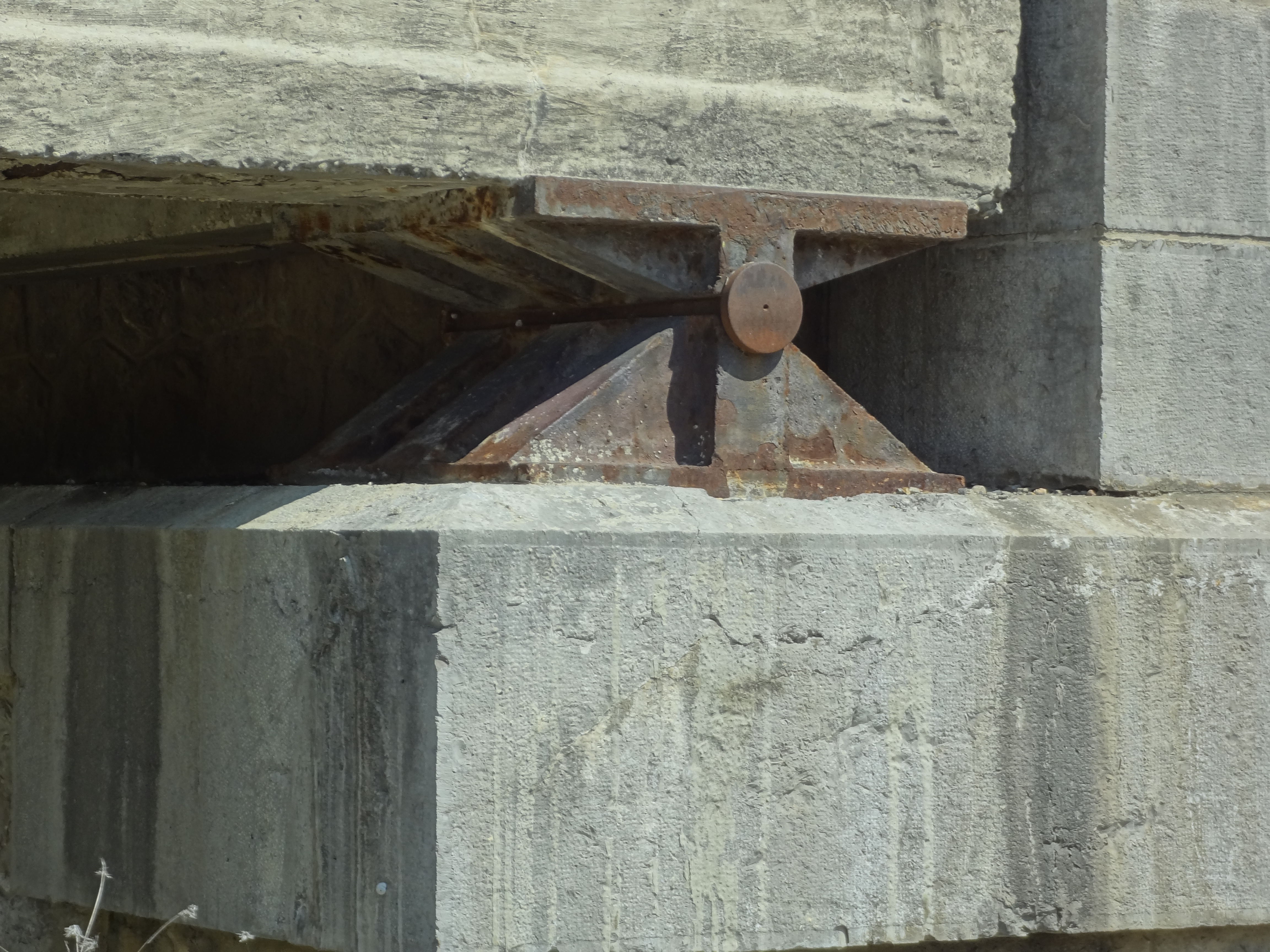
Détail de l’appareil d'appui à rotule axiale entre le tablier et les culées.

- Ancien village, église et château en ruines, partiellement restaurés, à Vieux-Bras
- L'ancienne église Saint-Nicolas-de-Myre (vieux village) : elle date de 1657, et a subi des travaux de remise en état et d’agrandissement en 1836[82] ;
- L'église Saint-Nicolas-de-Myre du nouveau village : construite de 1903 à 1905, a repris les traditions de l'ancienne église abandonnée[83] ;
- Église Notre-Dame, à la Bégude[32] ;
- Chapelle Saint-Jean-Baptiste à la Bégude, propriété privée depuis 1908[32] ;

Églises de Bras-d’Asse.
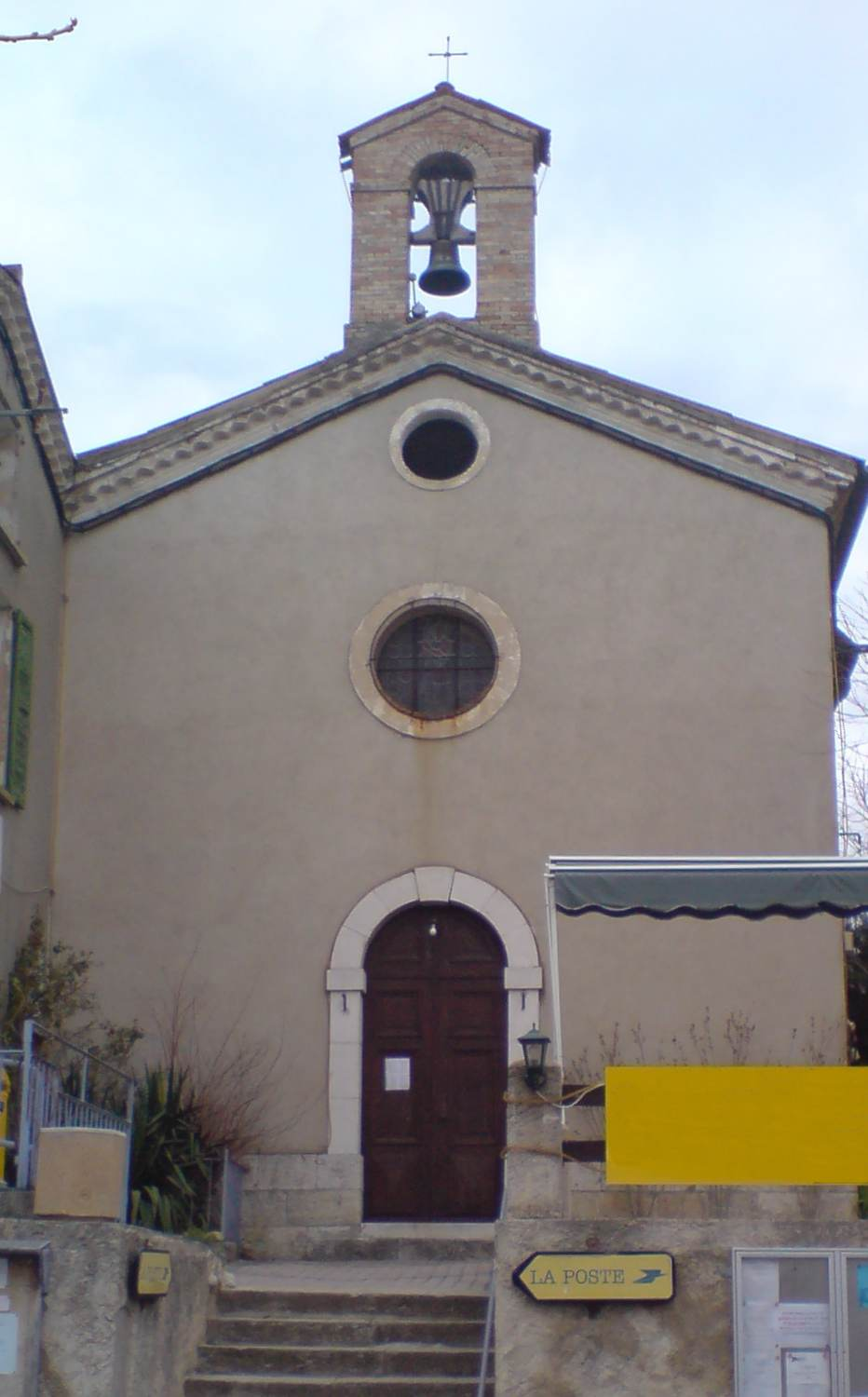
Église Notre-Dame.
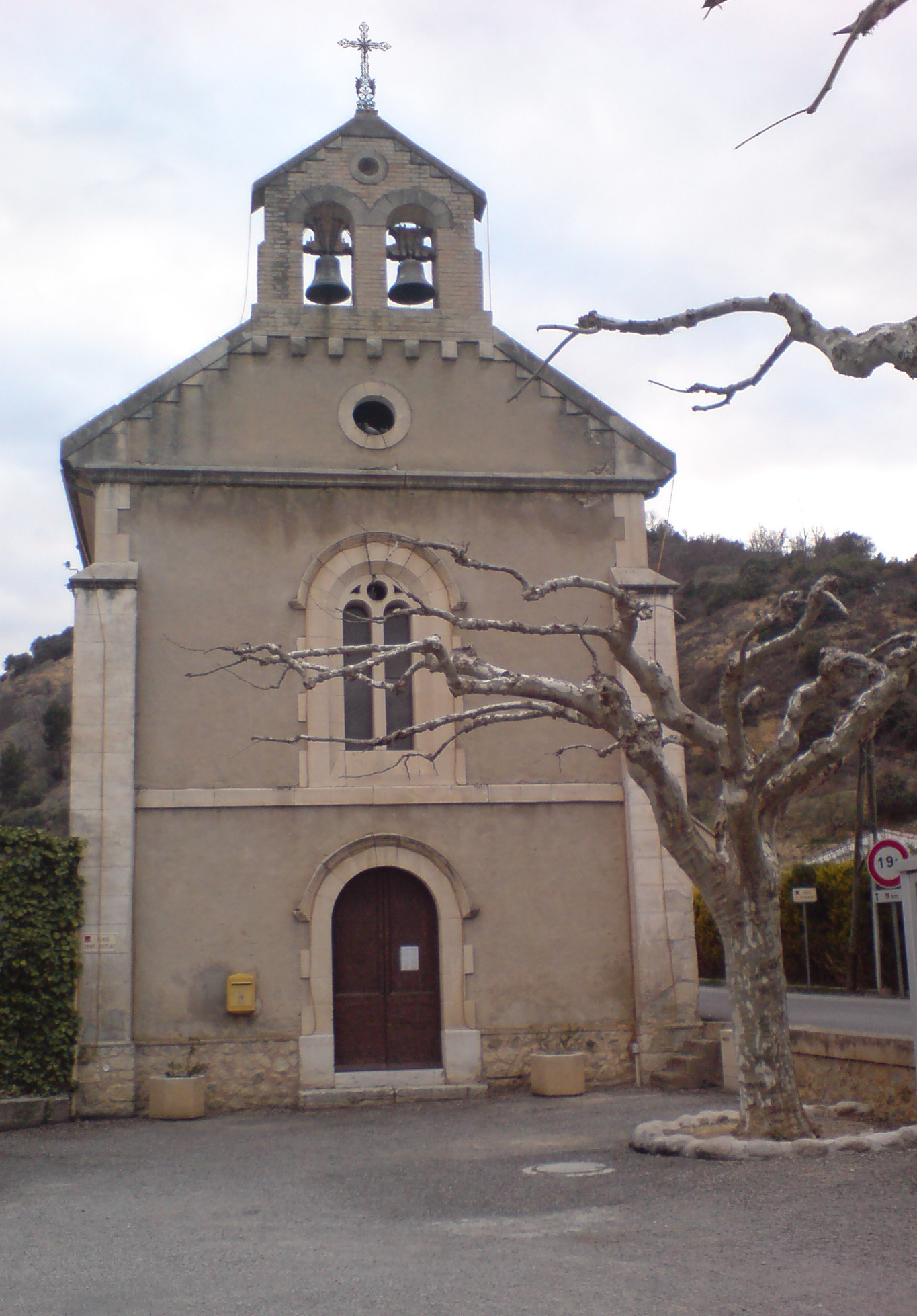
Église Saint-Nicolas.
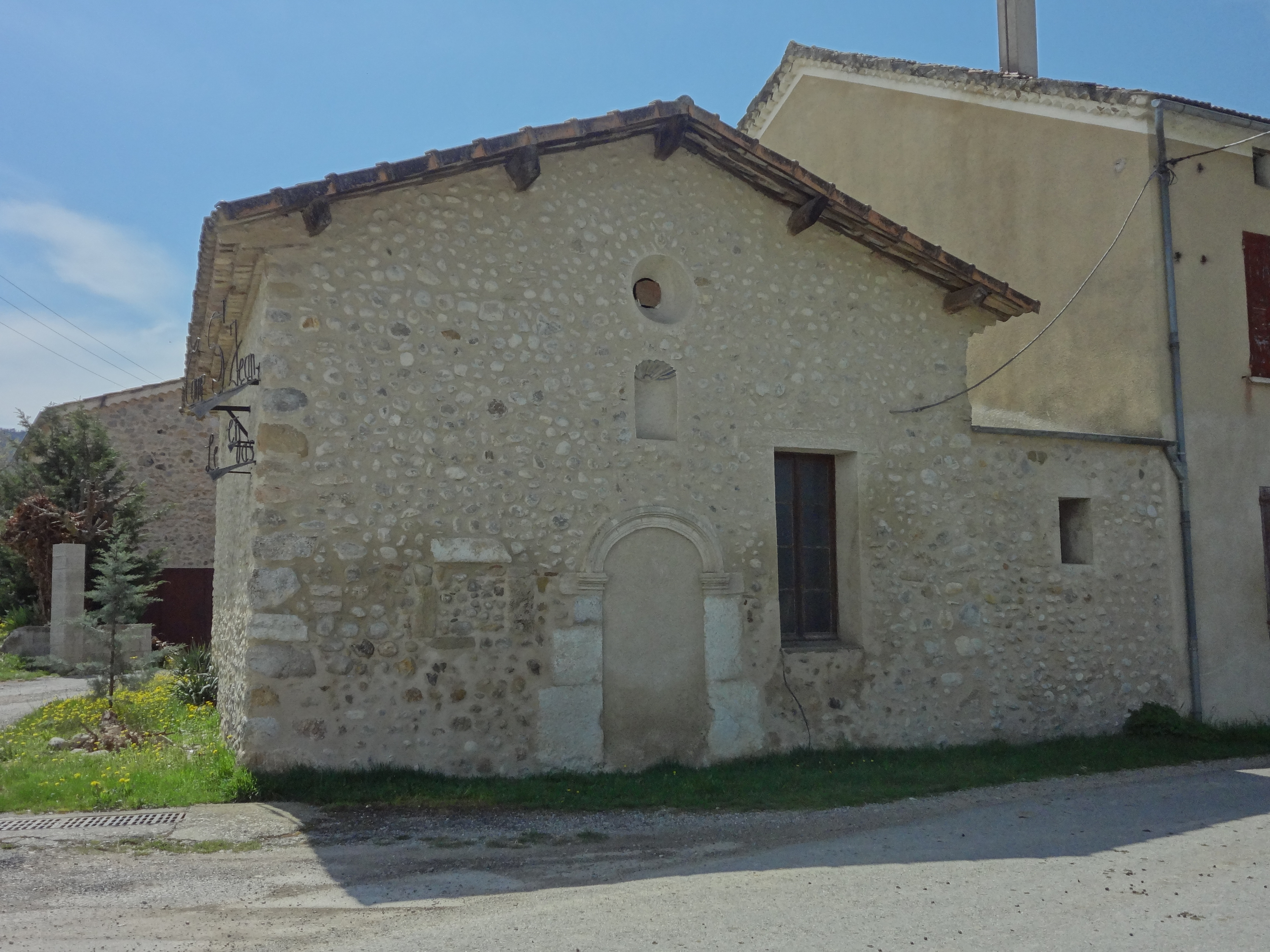
Chapelle Saint-Jean-Baptiste, aujourd’hui convertie en logement privé.